# 鞍馬天狗 (能)

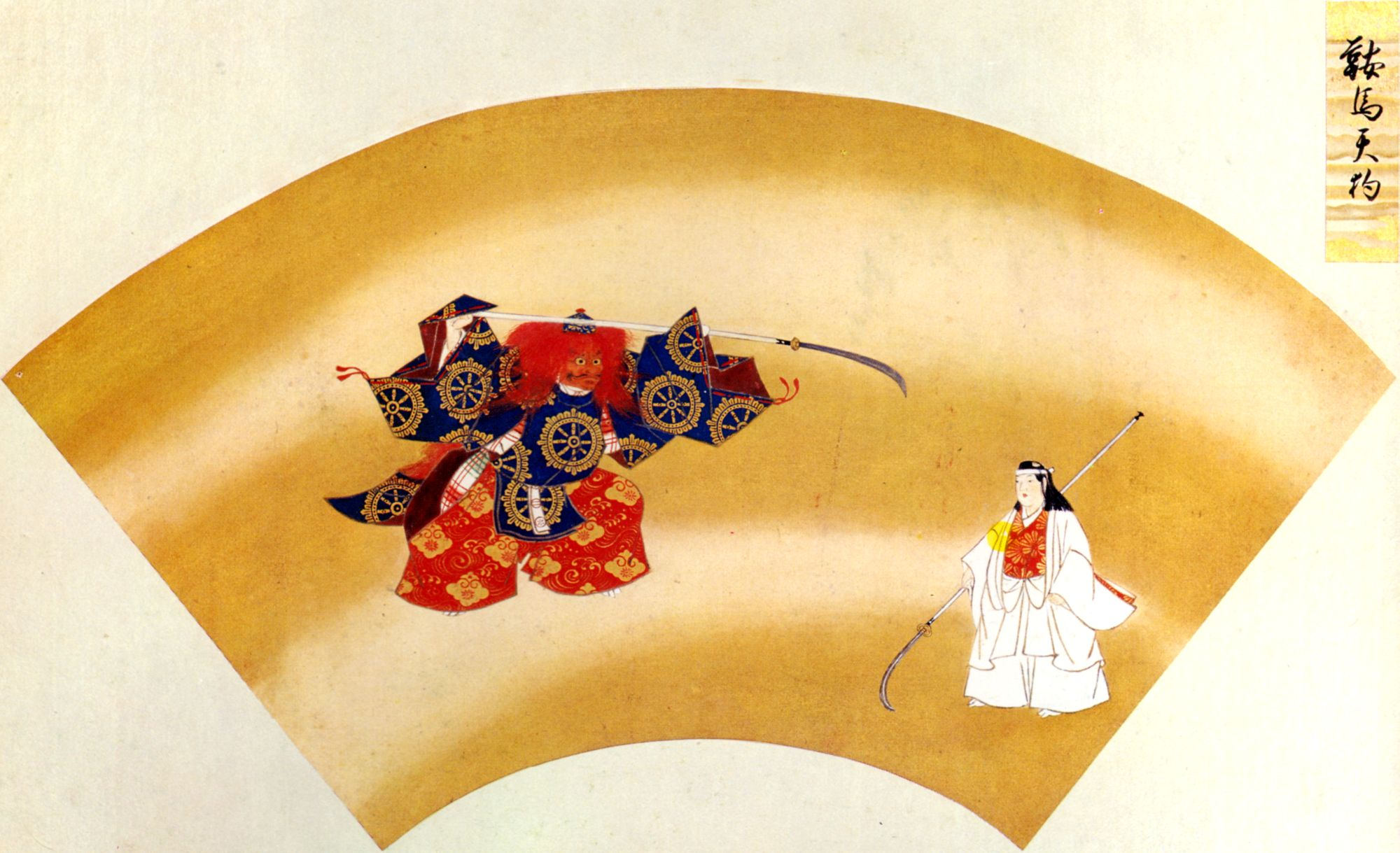
伊達家本『能絵鑑』より、「鞍馬天狗」

「鞍馬天狗」（くらまてんぐ）は、能の演目の一つ。五番目物、天狗物、太鼓物に分類される。牛若丸伝承に題を採った曲で、大天狗と牛若丸との間の少年愛的な仄かな愛情を、華やかな前場と、山中での兵法相伝を行う後場の対比の中に描く。
作者は「能本作者註文」が宮増とするが、宮増についてはその実像がはっきりとは解っておらず、不明な点も多い。「自家伝抄」は世阿弥作と記すが、考えにくい。

## あらすじ
春の鞍馬山、僧（ワキ）が大勢の稚児を連れて花見にやってくるが、その席に怪しい山伏（前ジテ）が上がりこんでくる。山伏の不作法な振る舞いに、僧は憤慨する能力（アイ）をなだめつつも、花見は延期として稚児たちとともに去ってしまう。山伏は人々の心の狭さを嘆くが、しかし稚児の一人である牛若丸（子方）だけはその場に残っており、山伏と親しく語り合う。牛若丸の境遇に同情した山伏は、ともに桜の名所を巡り廻り、最後に自身が鞍馬山の大天狗であることを明かして姿を消す。
翌日、約束通り鉢巻・薙刀を携えて牛若丸が待ち受けていると、各地の天狗たちを引き連れた大天狗が登場する。牛若丸の自分を想う心のいじらしさに感じ入った大天狗は、黄石公と張良の兵法奥義伝授の逸話を語り聞かせる。袖を取って別れを惜しむ牛若丸に、戦場での守護を約束して、大天狗は去る。

## 登場人物
- 前ジテ：山伏 - 山伏出立
- 後ジテ：天狗 - 天狗出立
- 前子方：牛若丸 - 児袴出立
- 後子方：牛若丸 - 鉢巻水衣大口出立
- 子方（前）：稚児（数人） - 児袴出立
- ワキ（前）：東谷の僧 - 大口僧出立、または着流僧出立
- ワキヅレ（前）：同伴の僧 - 大口僧出立、または着流僧出立
- オモアイ（前）：西谷の能力 - 能力出立
- アドアイ：小天狗（数人） - 小天狗出立

## 典拠
源義経の幼少期を題材とした能であるが、他の同趣の能と同様『義経記』からの影響はほとんど見られない。一方で舞曲、御伽草子、説経節、古浄瑠璃とは密接な関係があり、おそらくは能を含めこれらの作品が共通して題材とした「牛若の物語」と言うべきものが流布していたものと考えられる。「鞍馬天狗」はそうした物語の影響下に作られたものだが、一方「花見」という場の設定、また大天狗と牛若丸の少年愛的な交情は作者による独創であろう。

## 解説
稚児が多数出る華やかな前場に疎外された山伏と牛若丸の寂しさを描きつつ、逆に闇夜の山中に豪快な大天狗を登場させ、背景の明と暗、内容の暗と明を対照的に配置した作風が特徴的である。また、天狗という「外道の魔物」を、「強きを挫き弱きを助ける」役として好意的に描いた点にも独創性があり、『能本作者註文』が宮増作とする作品では最も優れた能の一つと目される。
室町期の演能記録としては、1465年（寛正6年）将軍院参の際に演じられたことが「親元日記」に見られ、前年の糺河原での勧進能でも音阿弥によって演じられたとする記録があるが（『異本糺河原勧進申楽』）、不明。
平易な親しみやすさから広く知られるようになったと見られ、『閑吟集』にその一節が採られるほか、三重県伊賀市旧島ヶ原村の雨乞踊「源氏踊」、同小里の雨乞踊歌「源氏踊」、また佐賀県宮野の小浮立「牛若丸」などの民間芸能にこの曲からの影響が見られる。
また登場時間も短く特に所作もない牛若丸以外の子方は、能役者の子息の初舞台としてしばしば演じられる。

## 小書
小書（特殊演出）に、五流共通の「白頭」、観世流の「白式」「素翔」「素働」、宝生流の「白頭 別習」、和泉流の「大勢」が存在する。「白頭」では後ジテが白頭（白髪の鬘）を着け、全体的に緩急のある演出となる。「別習」では、常の形では名前だけが出る大天狗配下の天狗たち数人（通常7人）が実際に舞台に出る。白頭別習は「稚児揃」とも呼ばれ、功化５年の勧進能では前場で子方９人が舞台に並んだ。